# Sant'Ambrogio di Torino
Sant'Ambrogio di Torino és un comune (municipi) de la ciutat metropolitana de Torí, a la regió italiana del Piemont, situat a uns 25 quilòmetres a l'oest de Torí. A 1 de gener de 2019 la seva població era de 4.707 habitants.
Sant'Ambrogio di Torino limita amb els següents municipis: Caprie, Chiusa di San Michele, Villar Dora, Avigliana i Valgioie.